# François Cherix
Pour les articles homonymes, voir Cherix.
François Cherix, né le 20 septembre 1954, est un écrivain vaudois et une personnalité politique, membre du parti socialiste suisse.

## Biographie
François Cherix naît le 20 septembre 1954. 
Il étudie le droit puis il se lance en politique. Il agit pour l'adhésion de la Suisse à l'Union européenne et pour des réformes intérieures. Il est l'un des initiateurs d'une union des cantons de Vaud et de Genève dans la perspective d'une Suisse des régions. 
En 2006, il publie L'île de la Concorde, fable politique dans laquelle il met en jeu le Conseil fédéral.
Il est élu en 1999 à l'Assemblée constituante vaudoise. Il est aussi l'un des membres fondateurs en 1998 du Mouvement européen Suisse, qu'il copréside avec Martin Naef de mai 2014 à octobre 2020, et président de Renaissance Suisse Europe. 
Il habite à Villars-le-Comte. 

## Publications
Essais :
- La Suisse est morte ? Vive la Suisse !, Éditions d'en bas, 1997.
- Le temps d'oser la Suisse, avec la collaboration de Marie-Laure Béguin, préface de Jacques-André Tschoumy, Éditions Jouvence, 1998.
- Osare la Svizzera, uno sguardo al futuro, con la collaborazione di Marie-Laure Béguin, prefazione di Jacques-André Tschoumy, Éditions Jouvence 1999.
- Un désir de nouvelles républiques, Éditions de l'Aire, 2007.
- Christoph Blocher ou le mépris des lois, préface d'Yvette Jaggi, Éditions Favre, 2007.
- La question romande, préface de Gilles Marchand, Éditions Favre, 2009[5]
- La Suisse ou la Peur? Die Angstgenossenschaft?, François Cherix, Roger Nordmann et Sergio Romano, Éditions Favre, 2011.
- La Suisse romande, quatre regards, Georges Andrey, François Cherix, Alexandre Papaux, Jean-Pierre Villard, préface de Joëlle Kuntz, Éditions Slatkine, 2015.
- Qui sauvera la Suisse du populisme ?, Éditions Slatkine, 2016.
- Le crépuscule du récit révolutionnaire : Regards sur les tourments du débat politique français de la crise des gilets jaunes à celle du coronavirus, Genève, Slatkine, mars 2021, 200 p. (ISBN 9782832110423)[6]
- Éloge funèbre de Guillaume Tell, Vevey, Éditions de l'Aire, coll. « Le banquet », août 2022, 160 p. (ISBN 9782889562602)[7]

Nouvelles :
- L'île de la Concorde, Éditions de l'Aire, 2007.
- Duo pour piano seul, in L'Europe au cœur, ouvrage collectif sous la direction de Jacques Pilet, Éditions Favre, 2007.
- Sainte-Agnès, in Rencontre, ouvrage collectif, éditions de l'Aire, 2009.